# Anna Celińska
Anna Celińska z domu Świerczek (ur. 6 marca 1979 w Katowicach) – polska lekkoatletka specjalizująca się w biegach górskich, multimedalistka mistrzostw Polski, wielokrotna reprezentantka kraju w tej konkurencji.
Pod względem zdobytych medali MP jest najbardziej utytułowaną w historii wśród biegaczek i biegaczy górskich w Polsce; zdobyła 28 medali MP PZLA w biegach górskich (w tym 14 złotych), 9 medali MP Skyrunning (w tym 7 złotych), a także 2 brązowe medale MP PZLA w biegach ulicznych. W 2014 roku zdobyła brązowy medal mistrzostw Polski w maratonie, a w 2016 roku zdobyła brązowy medal na MP na trasie 10 km. W 2013 roku zdobyła brąz na mistrzostwach świata w długodystansowym biegu górskim w ramach Maratonu Karkonoskiego w Szklarskiej Porębie. W 2011 roku zajęła szóste miejsce na MŚ w Słowenii, a w 2014 roku była siódma na MŚ rozgrywanych na Pikes Peak (4302 m n.p.m.) w Górach Skalistych w USA. Ustanowiła rekordy tras najdłużej rozgrywanych biegów górskich w Polsce: Biegu na Śnieżnik z Międzygórza (czas 55:46 w 2021 roku), Biegu na Ślężę z Sobótki (czas 29:54 w 2023 roku) i Biegu na Kasprowy Wierch z Ronda Jana Pawła II pod Kuźnicami w Zakopanem (czas 57:20 w 2021 roku).
Jest córką Tadeusza Świerczka. Dorastała w Bielsku-Białej.

## Edukacja, praca
W 2003 roku uzyskała tytuł magistra ekonomii w Szkole Głównej Handlowej w Warszawie. Ukończyła też dwusemestralne studia podyplomowe z zakresu psychologii zwierząt w Szkole Wyższej Psychologii Społecznej w Warszawie.
Zawodowo związana z przemysłem motoryzacyjnym, początkowo z koncernem General Motors, później Fiat. Specjalistka ds. zakupów, kontroler finansowy. Pracowała w Rosji, Chinach, przez trzy lata w centrali Fiata w Turynie. Uczestniczyła również w centralnych projektach Fiat Chrysler Automobiles (FCA) w Turynie i Detroit.

## Praca naukowa
Jest współautorką dwóch publikacji naukowych:
- prof. dr hab. n. ekon. Krystyna Lisiecka, mgr Anna Celińska: "Szachownica zakupowa A.T. Kearneya metodyczną podstawą projakościowego zarządzania zakupami", "Problemy Jakości" 2019 nr 3 s. 2-8[3]
- Anna Celińska: "Product feature as a determinant of the industrial buying method", "Scientific Papers of Silesian University of Technology" - Organization and Management series no. 148[4]

## Inne zainteresowania
Ukończyła kurs wspinaczkowy. Zdobyła szczyty Mont Blanc (4810 m n.p.m.), Breithorn (4164 m n.p.m.) w Alpach.